# 全日本ジュニア王座
全日本ジュニア王座（ぜんにほんジュニアおうざ）は、全日本女子プロレスが管理、認定していた王座。

## 歴史
1980年、20歳以内の選手を対象にした王座として創設。1月4日、全日本女子プロレス後楽園ホール大会で行われた初代王座決定戦に勝利した横田利美が初代王者になった。
1993年、選手の高齢化により、キャリア2年以内の選手を対象に改められた。
2005年4月17日、全日本女子の解散により封印。

## 歴代王者
| 歴代   | 選手              | 戴冠回数 | 獲得日付       | 獲得場所 （対戦相手・その他）                                        |
| ------ | ----------------- | -------- | -------------- | -------------------------------------------------------------------- |
| 初代   | 横田利美          | 1        | 1980年1月4日   | 後楽園ホール 佐藤ちの 1980年8月返上                                  |
| 第2代  | 北村智子          | 1        | 1981年1月4日   | 後楽園ホール 川上法子 1982年1月返上                                  |
| 第3代  | 長与千種          | 1        | 1982年5月15日  | 大宮スケートセンター 山崎五紀                                        |
| 第4代  | 立野記代          | 1        | 1982年8月10日  | 福島市体育館                                                         |
| 第5代  | 長与千種          | 2        | 1984年1月8日   | 後楽園ホール 1984年1月8日返上                                        |
| 第6代  | 小倉由美          | 1        | 1984年3月17日  | 桐生市民体育館 中野恵子                                              |
| 第7代  | 中野恵子          | 1        | 1984年9月13日  | 戸田市スポーツセンター 1985年返上                                    |
| 第8代  | 小倉由美          | 2        | 1985年4月7日   | 東京 小松美加 1985年12月12日にWWWA世界シングル王座に専念するため返上 |
| 第9代  | コンドル斉藤      | 1        | 1986年1月4日   | 後楽園ホール 永堀一恵                                                |
| 第10代 | 宇野久子          | 1        | 1986年3月20日  | 大阪城ホール                                                         |
| 第11代 | 石黒泰子          | 1        | 1986年5月29日  | 大宮スケートセンター 1987年1月4日返上                                |
| 第12代 | 浅生恭子          | 1        | 1987年2月26日  | 川崎市体育館 工藤めぐみ 1987年10月11日に引退のため返上               |
| 第13代 | 鈴木美香          | 1        | 1987年12月26日 | 東京 前田薫 1988年返上                                               |
| 第14代 | 山田敏代          | 1        | 1988年7月19日  | 大田区体育館 神谷美織 1988年に負傷のため返上                         |
| 第15代 | 天田麗文          | 1        | 1988年12月11日 | 東京 豊田真奈美 1989年返上                                           |
| 第16代 | 下田美馬          | 1        | 1989年10月8日  | 東京 小畑麻代 1989年返上                                             |
| 第17代 | 李由紀            | 1        | 1992年3月20日  | 後楽園ホール 鳥巣朱美 1992年3月22日に負傷のため返上                  |
| 第18代 | 鳥巣朱美          | 1        | 1992年4月29日  | 戸田市スポーツセンター 沼田三絵美                                    |
| 第19代 | 玉田りえ          | 1        | 1992年4月20日  | 岡崎市体育館                                                         |
| 第20代 | 前川久美子        | 1        | 1992年9月15日  | 東京                                                                 |
| 第21代 | 沼田三絵美        | 1        | 1993年6月11日  | 後楽園ホール 渡辺真美                                                |
| 第22代 | 遠藤美月          | 1        | 1993年9月29日  | 愛知県体育館                                                         |
| 第23代 | チャパリータASARI | 1        | 1993年11月28日 | 大阪城ホール                                                         |
| 第24代 | キャンディー奥津  | 1        | 1993年12月6日  | 両国国技館                                                           |
| 第25代 | チャパリータASARI | 2        | 1995年3月26日  | 横浜アリーナ 1995年5月返上                                           |
| 第26代 | 田村欣子          | 1        | 1995年6月27日  | 札幌中島スポーツセンター 渡辺美佐恵                                  |
| 第27代 | 宮口知子          | 1        | 1996年9月1日   | 後楽園ホール 1997年2月に負傷のため返上                               |
| 第28代 | 中西百重          | 1        | 1997年3月23日  | 仙台市体育館 高橋奈苗 1997年12月返上                                 |
| 第29代 | 西尾美香          | 1        | 2002年9月15日  | 新宿アイランドホール 米山香織、高瀬玲奈による巴戦                    |
| 第30代 | 高瀬玲奈          | 1        | 2002年12月22日 | 川崎市体育館 2005年4月17日封印                                       |